# 5人の恋プリンス〜ヒミツの契約結婚〜
『5人の恋プリンス～ヒミツの契約結婚～』（ごにんのこいぷりんすひみつのけいやくけっこん、5-nin no Koi Prince ~Himitsu no Keiyaku Kekkon~）は、KADOKAWA（メディアファクトリーブランドカンパニー）より配信されていたスマートフォン向けゲームアプリ。公式略称は「恋プリ」または「恋プリンス」。
2015年6月25日にはPlayStation Vita移植版がアスガルドより発売された。
2018年8月31日をもってサービス終了。

## あらすじ
平凡な生活を送る主人公がいきなり5000億円の遺産の相続人となる。相続の条件は、ハンサムな5人の兄弟の中から1人を選んで結婚することで、断ると大切なものから連れ去られる可能性があります。5人のハンサムな兄弟に加えて、横暴な弁護士もいます。主人公の選択は何ですか？

## 登場人物
※担当声優はスマホ版・ドラマCD版・PSV版共通。
主人公
声 - 無

成瀬・ルカ・響（なるせ・ルカ・ひびき）
声 - 子安武人
10月18日生まれ。血液型はO型。身長177cm。年齡は32歳。
長男。日本最強の心臓外科医。
神崎 尊（かんざき たける）
声 - 森川智之
6月23日生まれ。血液型はB型。身長178cm。年齡は30歳。
次男。史上最年少の総理大臣。
二階堂 希（にかいどう のぞむ）
8月17日生まれ。血液型はA型。身長182cm。年齡は28歳。
声 - 中井和哉
三男。非常に人気のある俳優。
室井 楓（むろい かえで）
声 - 石田彰
5月25日生まれ。血液型はAB型。身長174cm。年齡は24歳。
四男。国際的に有名な漫画家。
五十嵐 将（いがらし しょう）
声 - 小野友樹
2月20日生まれ。血液型はO型。身長186cm。年齡は22歳。
五男。若い野球のスーパースター。
真木 雄介（まき ゆうすけ）
声 - 杉田智和
3月10日生まれ。血液型はA型。身長180cm。年齡は35歳。
弁護士。持つ謎の多い。PSV版で攻略対象キャラに昇格。
 ???
声 - 浪川大輔
主人公が働いているお店によく来る謎の男。主人公に興味を持っています。
父
声 - 浅科准平
主人公のお父さん。ケーキ屋さんを経営しています。
管理人
声 - 前田雄

## 音楽
オープニングテーマ「ヒミツの恋プリンス」
歌 - 五十嵐将（小野友樹）

## ドラマCD

### 各巻リスト
第1巻
2014年2月26日、フロンティアワークス発売、KADOKAWAメディアファクトリー販売
- 成瀬・ルカ・響 - 子安武人
- 室井楓 - 石田彰
- 五十嵐将 - 小野友樹

第2巻
2014年3月26日、フロンティアワークス発売、KADOKAWAメディアファクトリー販売
- 神崎尊 - 森川智之
- 二階堂希 - 中井和哉
- 真木雄介 - 杉田智和